# The Big Red One
The Big Red One ist ein US-amerikanischer Kriegsfilm aus dem Jahre 1980, der von Samuel Fuller nach eigenem – autobiographisch gefärbten – Drehbuch inszeniert wurde. Big Red One ist der Spitzname der 1st Infantry Division.

## Handlung
Der Film spielt im Zweiten Weltkrieg und erzählt die Geschichte eines altgedienten Sergeants und einer kleinen Truppe Infanteristen, die als Teil der 1st Infantry Division an unterschiedlichen Kriegsschauplätzen zum Einsatz kommen.
Über die Landung an Algeriens Küste 1942, einen Einsatz in Sizilien im Juli 1943, die Teilnahme am D-Day 1944, bis hin zu der Befreiung eines Konzentrationslagers in der Tschechoslowakei im Mai 1945, begleitet der Film die fünf Hauptdarsteller bei ihren Einsätzen. Die Tatsache, dass diese bisher alle Einsätze ohne größere Verwundungen überlebt haben, trägt ihnen innerhalb der Armee den Spitznamen „Die Reiter der Apokalypse“ ein.

## Auszeichnungen
Samuel Fuller wurde im Jahr 1980 für die Goldene Palme nominiert. Der Film erhielt im Jahr 2004 den Los Angeles Film Critics Association Award und den Seattle Film Critics Award.

## Autobiographisches von Samuel Fuller
Verschiedene Aspekte des Lebens von Samuel Fuller kommen in dem Film und seinen Hauptfiguren zum Vorschein. So hat auch Fuller, wie Zab im Film, einen Roman geschrieben, bevor er in den Krieg einberufen wurde. Auch war er, wie Griff, zeit seines Lebens ein guter Zeichner und Karikaturist.
Des Weiteren war Fuller selbst während des Zweiten Weltkrieges als Soldat der „Big Red One“ zugeteilt und persönlich an der Befreiung des Konzentrationslagers Falkenau beteiligt, welches auch im Film thematisiert wird. Er machte direkt nach der Befreiung des Konzentrationslagers Filmaufnahmen im Lager und in der nahen Ortschaft Falkenau, um die dort vorgefundenen Zustände und Ereignisse zu dokumentieren. Er gab an, dass die Erinnerungen an die Ereignisse und Zustände in dem Lager ihn so sehr traumatisiert hatten, dass er die Original-Aufnahmen erst im Jahre 1988 im Rahmen einer Dokumentation verarbeitete und schließlich veröffentlichte.

## Die Rekonstruktion
Samuel Fuller war mit der vom Studio geschnittenen und gezeigten Version nicht einverstanden, hatte aber nie die Möglichkeit einer „Director’s Cut“-Version. Diese Aufgabe hat nach Fullers Tod der Produzent und Filmkritiker Richard Schickel übernommen, welcher das gesamte Filmmaterial aus den Archiven von Warner Bros. sichtete und nach der letzten Originaldrehbuchfassung von Samuel Fuller neu schneiden ließ. Heraus kam die auf den Filmfestspielen von Cannes 2004 gezeigte, 47 Minuten längere, digital überarbeitete Version des Films, welche auch als „Special Edition 2 Disc Set“ als DVD erhältlich ist.

„In der langen Fassung wird der comic-artige Eindruck der Kinofassung gemildert; [… Sie] zeigt keine Heldengeschichte, ist kein Anti-Kriegsfilm und keine Desavouierung, sondern schildert in eindringlicher Härte den Kampf ums nackte Überleben.“